# Fotbal Club Speranța Crihana Veche
Il Fotbal Club Speranța Crihana Veche è una società calcistica moldava con sede nella città di Crihana Veche, comune nel distretto di Cahul, fondata nel 2009. Nella stagione 2012-13 milita nella Divizia Națională.

## Storia
Il club è stato fondato il 12 marzo 2009. Ha debuttato in Divizia A nella stagione 2010-2011 ottenendo un decimo posto finale con 34 punti conquistati.. La stagione successiva, dopo una buona campagna acquisti, vede il club sempre nelle prime posizioni e termina al secondo posto dietro la seconda squadra dello Sheriff Tiraspol e viene promossa dopo aver ottenuto la licenza per disputare il massimo campionato.

## Stadio
Il club disputa i suoi incontri interni a Cahul nello Stadionul Atlant, impianto dotato di 1.000 posti.

## Rosa 2013-2014
| N. |                     | Ruolo | Calciatore        |
| -- | ------------------- | ----- | ----------------- |
| 1  | Moldavia (bandiera) | P     | Dumitru Celeadnic |
| 2  | Moldavia (bandiera) | D     | Marcel Dulgheru   |
| 3  | Moldavia (bandiera) | D     | Cornel Schiopu    |
| 3  | Romania (bandiera)  | D     | Ionuț Nae         |
| 4  | Moldavia (bandiera) | D     | Timur Vâlcu       |
| 5  | Moldavia (bandiera) | D     | Eugen Celeadnic   |
| 6  | Moldavia (bandiera) | C     | Vasile Carauș     |
| 7  | Moldavia (bandiera) | D     | Maxim Boghiu      |
| 8  | Moldavia (bandiera) | A     | Sergiu Matei      |
| 9  | Moldavia (bandiera) | A     | Veaceslav Sofroni |
| 10 | Moldavia (bandiera) | C     | Vladimir Rassulov |

| N. |                       | Ruolo | Calciatore       |
| -- | --------------------- | ----- | ---------------- |
| 11 | Moldavia (bandiera)   | C     | Eugen Gorceac    |
| 12 | Moldavia (bandiera)   | P     | Dumitru Oleinic  |
| 13 | Tagikistan (bandiera) | C     | Firuz Yusupov    |
| 14 | Moldavia (bandiera)   | D     | Andrei Tcaciuc   |
| 15 | Moldavia (bandiera)   | D     | Mihai Cabac      |
| 16 | Moldavia (bandiera)   | A     | Boris Țugui      |
| 17 | Moldavia (bandiera)   | A     | Maxim Orîndaș    |
| 18 | Moldavia (bandiera)   | A     | Ion Leagu        |
| 19 | Moldavia (bandiera)   | A     | Octavian Onofrei |
| 20 | Moldavia (bandiera)   | A     | Pavel Trofin     |
| 23 | Romania (bandiera)    | P     | Alexandru Iordan |

## Rosa 2012-2013
| N. |                     | Ruolo | Calciatore         |
| -- | ------------------- | ----- | ------------------ |
| 1  | Moldavia (bandiera) | P     | Alexadnr Melenciuc |
| 2  | Moldavia (bandiera) | D     | Oleg Iastrebov     |
| 3  | Moldavia (bandiera) | D     | Gheorghe Mîța      |
| 4  | Moldavia (bandiera) | D     | Nicolai Ciobardji  |
| 5  | Moldavia (bandiera) | D     | Alexei Luchița     |
| 6  | Moldavia (bandiera) | D     | Ghenadie Ochincă   |
| 7  | Moldavia (bandiera) | C     | Oleg Lazarenco     |
| 9  | Moldavia (bandiera) | C     | Egor Fiodorov      |
| 10 | Moldavia (bandiera) | C     | Evgheni Dovbîșenco |

| N. |                     | Ruolo | Calciatore        |
| -- | ------------------- | ----- | ----------------- |
| 11 | Moldavia (bandiera) | A     | Alexandru Golban  |
| 12 | Moldavia (bandiera) | A     | Evghenii Gorbunov |
| 13 | Moldavia (bandiera) | A     | Dan Vasilov       |
| 14 | Moldavia (bandiera) | C     | Vadim Crîcimari   |
| 15 | Moldavia (bandiera) | C     | Vladimir Rassulov |
| 17 | Moldavia (bandiera) | A     | Oleg Andronic     |
| 18 | Moldavia (bandiera) | A     | Vasile Țuguțchi   |
| 19 | Moldavia (bandiera) | A     | Nicolae Triboi    |
| 20 | Moldavia (bandiera) | P     | Vladimir Nistor   |